# Farol de Ponta do Carneiro
Farol de Punta Carnero (em castelhano:  Faro de Punta Carnero) é um farol ativo localizado no promontório conhecido como Punta de Carneiro ao sul de Algeciras, Espanha.

## História
O farol foi projetado e construído por Jaime Font, que também projetou o farol em Chipiona. Inaugurado em 1874, tem vista para o Estreito de Gibraltar.